# Oberheßbach
Oberheßbach (fränkisch: Äjba-heschba) ist ein Gemeindeteil der Marktes Lehrberg im Landkreis Ansbach (Mittelfranken, Bayern). Oberheßbach liegt in der Gemarkung Heßbach.

## Geografie
Der Weiler liegt an der Fränkischen Rezat. Unmittelbar nördlich davon mündet der Klingengraben als rechter Zufluss in die Rezat. 1,5 km nordöstlich erhebt sich der Heßberg (489 m ü. NHN), 0,5 km westlich grenzt das Waldgebiet Hag an. Eine Gemeindeverbindungsstraße führt an der Rohrmühle vorbei zur Staatsstraße 2253 (1,5 km nördlich) bzw. zu einer anderen Gemeindeverbindungsstraße (0,2 km südwestlich), die zur Bundesstraße 13 (0,2 km nordwestlich) bzw. nach Unterheßbach verläuft (0,4 km südlich).

## Geschichte
Der Ort wurde 1345 als „Obern Hesspach“ erstmals urkundlich erwähnt. Der Ortsname bedeutet am Bach des Hesso. Mit dem Bach ist die Rezat gemeint, an der die Siedlung angelegt wurde, der Personenname Hesso verweist vermutlich auf den Gründer der Siedlung.
Gegen Ende des 18. Jahrhunderts bildete Oberheßbach mit Unterheßbach eine Realgemeinde. In Oberheßbach gab es 9 Anwesen. Das Hochgericht übte das brandenburg-ansbachische Hofkastenamt Ansbach aus. Die Dorf- und Gemeindeherrschaft hatte das eichstättische Vogtamt Lehrberg. Grundherren waren das eichstättische Propsteiamt Herrieden (6 Halbhöfe, 1 Söldengut) und das Rittergut Wiedersbach der Herren von Eyb (2 Halbhöfe). Es gab zu dieser Zeit 7 Untertansfamilien. Von 1797 bis 1808 unterstand der Ort dem Justiz- und Kammeramt Ansbach.
Im Rahmen des Gemeindeedikts wurde Oberheßbach dem 1808 gebildeten Steuerdistrikt Gräfenbuch und der 1811 gegründeten Ruralgemeinde Gräfenbuch zugeordnet. Am 13. September 1827 wurde die Bildung der Ruralgemeinde Heßbach genehmigt, zu der Oberheßbach zählte. In der freiwilligen Gerichtsbarkeit unterstanden zwei Anwesen von 1822 bis 1836 dem Patrimonialgericht Frohnhof
Im Zuge der Gebietsreform in Bayern wurde Heßbach am 1. Januar 1972 nach Lehrberg eingemeindet.

### Baudenkmal
- Haus Nr. 4. Eingeschossiges Wohnstallhaus, Krüppelwalm, größtenteils Fachwerk, 18. Jahrhundert[15]

### Einwohnerentwicklung
| Jahr      | 001807 | 001818 | 001840 | 001861 | 001871 | 001885 | 001900 | 001925 | 001950 | 001961 | 001970 | 001987 | 002008 |
| Einwohner | 46     | 53     | 54     | 54     | 64     | 56     | 50     | 33     | 57     | 43     | 36     | 29     | 27     |
| Häuser    | 9      | 9      | 8      |        |        | 11     | 9      | 11     | 9      | 9      |        | 8      |        |
| Quelle    | [ 17 ] | [ 18 ] | [ 19 ] | [ 20 ] | [ 21 ] | [ 22 ] | [ 23 ] | [ 24 ] | [ 25 ] | [ 26 ] | [ 27 ] | [ 28 ] | [ 1 ]  |

## Religion
Der Ort ist seit der Reformation evangelisch-lutherisch geprägt und bis heute nach St. Margaretha (Lehrberg) gepfarrt. Die Einwohner römisch-katholischer Konfession waren zunächst nach St. Ludwig (Ansbach) gepfarrt, seit 1970 ist die Pfarrei Christ König (Ansbach) zuständig.